# 교황 멜키아데
교황 멜키아데(라틴어: Melchiades, 이탈리아어: Milziade)는 제32대 교황(재위: 311년 7월 2일 - 314년 1월 11일)이다. 밀티아데(Miltiades)라고도 부른다. 사후 기독교의 성인으로 시성되었으며, 축일은 12월 10일이다.

## 출신
《교황 연대표》에 따르면, 멜키아데는 아프리카인이라고 한다. 비록 리처드 맥브라이언은 그가 로마인이었을 것으로 보고 있지만, 북아프리카 태생일 가능성도 있다.

## 교황
멜키아데가 교황으로 선출된 날은 309년 혹은 310년 8월 17일 교황 에우세비오가 시칠리아로 유배되어 선종한 후 이어진 1~2년 동안의 사도좌 공석 기간 말미로 전해진다. 교황좌의 공백기가 1~2년 동안 지속되자 로마 황제 막센티우스는 후임 교황을 선출해도 좋다는 내용의 칙령을 반포하였다. 그리하여 멜키아데가 새 교황으로 선출되어 기독교 내의 내의 혼란과 분열은 사라졌다. 사실 그 칙령은 적어도 유럽에서는 종교의 자유를 허락한 것이었다. 황제는 몰수한 교회의 재산을 돌려주도록 명령하여 사실상 황제의 치세 말기에 기독교는 이미 다른 종교들과 마찬가지로 신앙의 자유를 얻게 되었다.
그리고 311년 6월 1일 새 로마 황제 콘스탄티누스 1세가 밀라노 칙령을 내려 기독교 신앙의 자유가 공식적으로 인정되었다. 콘스탄티누스는 맞수인 막센티우스를 제압하고 로마에 대한 통치권을 얻게 되었다. 콘스탄티누스는 멜키아데 교황에게 라테라노 궁전을 기증하였는데, 이후 이 궁전은 오랫동안 교황의 거주지이자 기독교 세계 사목의 근거지가 되었다. 313년 초기에 콘스탄티누스 1세와 리키니우스 두 공동 황제는 밀라노에서 기독교를 포함한 모든 종교에 신앙의 자유를 허락하고 몰수한 교회 재산을 다시 돌려준다는 내용의 협약을 맺었다.

## 죽음
313년 말엽, 멜키아데 교황은 로마에서 라테라노 시노드를 소집하여 카르타고의 주교 카이킬리아누스에 대한 지지를 선언하고, 도나투스를 이단으로 단죄하였다(도나투스주의 참조). 또한, 아를 시노드에 초청받았으나, 시노드가 개최하기 전에 선종하여 참여하지 못하게 되었다.

## 영향과 평가
5세기에 작성된 《교황 연대표》에 따르면, 교황 멜키아데가 목요일 또는 일요일에 단식하는 것을 금지하는 것을 포함한 몇몇 전통을 도입했다고 한다. 하지만 오늘날 학자들은 그러한 전통들이 도입된 것은 교황 멜키아데의 이전 시기로 거슬러 올라간다고 보고 있다.
13세기 로마 전례력에는 성 멜키아데 교황 축일을 12월 10일로 지정하고 ‘순교자’라고 잘못 기재되었다. 그리하여 1969년 로마 전례력에서 축일 날짜가 멜키아데 교황이 선종한 1월 10일로 이동하고, 순교자라는 칭호가 빠졌으며, 의무 축일에서 제외되었다.

## 같이 보기
- 교황 목록